# بيرت هوغ
بيرت هوغ (بالإنجليزية: Bert Hogg)‏ هو لاعب كرة قاعدة أمريكي، ولد في 21 أبريل 1913 في ديترويت في الولايات المتحدة، وتوفي بنفس المكان في 5 نوفمبر 1973.

## وصلات خارجية
- بيرت هوغ على موقعبيزبول رفرنس.كوم (الدوري الرئيسي) (الإنجليزية)
- بيرت هوغ على موقعبيزبول رفرنس.كوم (الدوري الثانوي) (الإنجليزية)